# Pelocharis
Pelocharis is een geslacht van kevers uit de familie van de loopkevers (Carabidae). De wetenschappelijke naam van het geslacht is voor het eerst geldig gepubliceerd in 1960 door Jeannel.

## Soorten
Het geslacht Pelocharis is monotypisch en omvat slechts de volgende soort:
- Pelocharis remyi Jeannel, 1960